# Estret de Mentawai
L'estret de Mentawai separa l'illa de Sumatra del petit arxipèlag de les illes Mentawai, a Indonèsia. Les seves aigües pertanyen a l'oceà Índic i ambdues ribes formen part de la província de Sumatra Occidental.
L'estret fa uns 450 km de llargada i la seva amplada varia entre 100 i 150 km. La principal ciutat de la riba de l'estret és la capital de Sumatra Occidental, Padang.
L'estret es troba en una important zona de falla i s'hi han localitzat diversos terratrèmols, sent els més importants el terratrèmol de Sumatra del 1833 i el del 2009.